# شوهان سفلی (دزفول)
شوهان سفلی روستایی از توابع بخش مرکزی شهرستان دزفول در استان خوزستان ایران است.

## جمعیت
این روستا در دهستان قبله‌ای قرار دارد و بر اساس سرشماری مرکز آمار ایران در سال ۱۳۸۵، جمعیت آن ۴۰۶ نفر (۷۰ خانوار) بوده‌است.
همچنین گویا در گذشته بخشی از مردم این منطقه به استان ایلام فرستاده شدند که معروف هستند به ایل شوهان.